# Fran Gerbič
Fran Gerbič, slovenski skladatelj in pevec tenorist, * 5. oktober 1840, Cerknica, † 29. marec 1917, Ljubljana.

## Življenje
Glasbe se je učil pri Kamilu Mašku v Ljubljani, med letoma 1865 in 1867 pa je študiral kompozicijo in petje na konservatoriju v Pragi. Kot operni pevec – tenorist je deloval v Pragi, Zagrebu, Ulmu in Lembergu. Bil je tehnično izdelan pevec z znatnim glasovnim obsegom. Bolezen ga je prisilila, da se je poslovil od kariere opernega pevca in postal pedagog in dirigent. Vključil se je v »rojevanje« slovenskega opernega življenja. V Ljubljani je do svoje smrti deloval kot ravnatelj šole Glasbene Matice. 
Poročen je bil s sopranistko Milko Daneš Gerbič(1854–1933). V zakonu sta se jima rodila sin Hugo Viktor Gerbič (1881–1953) in hči Jarmila Gerbič (1877–1964).

## Dela
- Jugoslovanska balada, za orkester (1910)
- dve simfoniji
- dve operi Kres (1896) in Nabor (1913)
- zborovske skladbe,
- kantate, klavirska dela

Leta 1912 je izdal priročnik o vokalni tehniki.

## Poimenovanja po Franu Gerbiču
- V Cerknici stoji rojstna hiša Frana Gerbiča, ki je tudi spomenik lokalnega pomena.[4]
- Po njem sta imenovani ulici v Ljubljani in v Cerknici.
- Po njem se imenuje Kulturno društvo Fran Gerbič z Rakeka, v okviru tega deluje od leta 1992 Komorni zbor Fran Gerbič. Kulturno društvo Fran Gerbič od leta 2005 vsako leto v mesecu oktobru ali novembru priredi Gerbičev večer, v katerem osvetli del življenja velikega cerkniškega glasbenika.
- Po njem se imenuje Glasbena šola Fran Gerbič Cerknica.
- Njegovo ime nosijo tudi nagrade in priznanja za uspešno pedagoško delo in organizacijo na področju glasbenega šolstva, ki jih od leta 2004 podeljuje Zveza slovenskih glasbenih šol.